# Зубатовщина

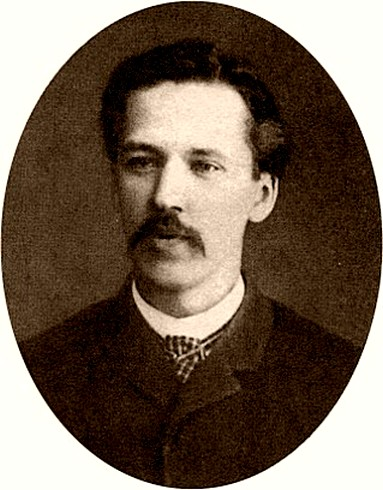
Сергей Васильевич Зубатов

«Зуба́товщина» — принятое в литературе название созданной в России в начале XX века системы легальных рабочих организаций. Названа по фамилии чиновника Департамента полиции Российской империи Сергея Васильевича Зубатова, основной идеей которого являлось создание подконтрольных правительству организаций для отвлечения рабочих от политической борьбы. Для этого следует создавать просветительские организации рабочих, поставить их под контроль полиции и направлять рабочее движение исключительно к борьбе за экономические интересы. Впервые такие организации появились в конце XIX века в Германии.

## История зубатовщины

### Замысел рабочего движения
В начале XX века Сергей Васильевич Зубатов служил начальником Московского охранного отделения. Под его руководством были обнаружены и ликвидированы многие революционные организации. В 1896 году Московским охранным отделением была ликвидирована одна из первых социал-демократических организаций — «Московский рабочий союз». Союз был объединением социал-демократических кружков, созданных в результате пропаганды среди рабочих. Допрашивая арестованных по этому делу, Зубатов столкнулся с необычным явлением. Все арестованные делились на две категории: интеллигентов-революционеров и рабочих. Интеллигенты хорошо сознавали, за что привлечены к ответственности, тогда как рабочие не могли понять, в чём состоит их вина. Рабочие упорно не видели политического характера своих деяний. Чтобы докопаться до корней этого явления, Зубатов стал изучать специальную литературу. Тут он впервые столкнулся с социал-демократическим течением в русской революции. Выяснилось, что начиная с 1890-х годов, часть русских революционеров взяла на вооружение идеи германской социал-демократии. Сущность этого течения состояла в том, чтобы спрягать политическое учение о революции с экономическими нуждами рабочих. Ведя пропаганду среди рабочих, революционеры убеждали их, что они добьются решения своих экономических проблем только на путях социальной революции. Таким образом они рассчитывали привлечь на свою сторону городской пролетариат, который в их руках превращался в могучую революционную армию.
Осознав опасность социал-демократии, Зубатов понял, что борьба с ней одними репрессивными мерами обречена на неудачу. Чтобы обессилить социал-демократию, необходимо вырвать из её рук главную силу — рабочую массу. А для этого необходимо, чтобы сама власть встала на сторону рабочих в их борьбе за свои экономические нужды. В апреле 1898 года Зубатовым была составлена докладная записка, в которой он предлагал программу мер для улучшения положения рабочих. Записка была представлена московскому обер-полицеймейстеру Д. Ф. Трепову, который подал её в виде доклада московскому генерал-губернатору Великому князю Сергею Александровичу. Со стороны московской администрации инициатива Зубатова встретила понимание, и ему было дано добро на проведение занятий с рабочими. Тогда же Зубатов приступил к разъяснительной работе. Во время допросов он объяснял рабочим, что правительство не является их врагом и что рабочие и при монархическом строе могут добиться удовлетворения своих интересов. Для этого необходимо понять разницу между рабочим и революционным движением: в первом случае целью является копейка, во втором — идеологическая теория. Проповедь Зубатова имела успех: убеждённые им рабочие повели агитацию в рабочей среде и вскоре подали ходатайство о создании рабочего общества.

### Московское зубатовское общество

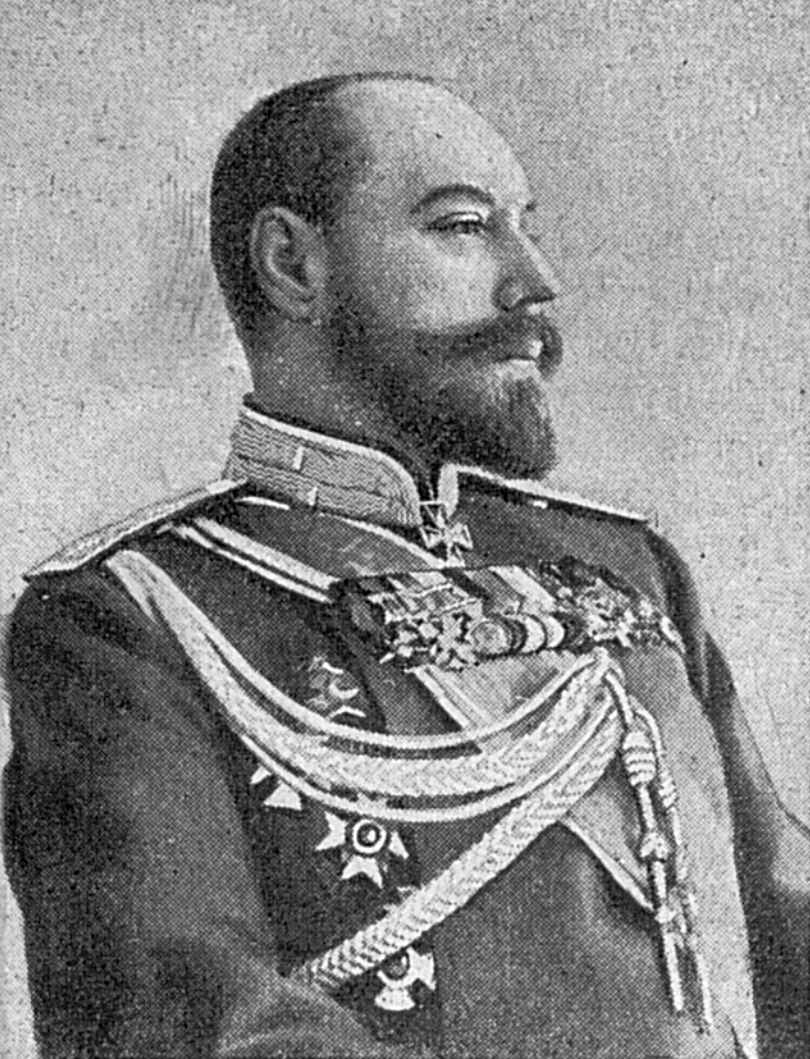
Дмитрий Федорович Трепов

В мае 1901 года группа рабочих подала на имя московского генерал-губернатора ходатайство о разрешении основать общество взаимопомощи. Московский обер-полицеймейстер Д. Ф. Трепов выдал им разрешение, и так возникло московское «Общество взаимопомощи рабочих механического производства». В число основателей Общества входили рабочие М. А. Афанасьев, Н. Т. Красивский, Ф. А. Слепцов, Сафонов, Назаров, Савинов и другие. Некоторые из них были в прошлом участниками социал-демократических кружков и прошли собеседования у Зубатова. Зубатов снабдил их литературой по профессиональному рабочему движению, главным образом книгами зарубежных авторов, таких как С. Вебб и Б. Вебб, В. Зомбарт, Г. Геркнер, Рузье, Вигуру и др. Когда выяснилось, что рабочие плохо читают толстые книги, возникла необходимость в написании для них популярных брошюр. С этой целью Зубатов обратился к известному монархисту, бывшему народнику Л. А. Тихомирову. Последний поддержал инициативу Зубатова и написал несколько брошюр о профессиональном движении, а Зубатов распечатал их в типографии и распространил среди рабочих. В дальнейшем возникла идея организации для рабочих популярных лекций. Для этого рабочие обратились к академику И. И. Янжулу, а тот, в свою очередь, направил их к профессору И. Х. Озерову. Профессор Озеров увлёкся этой идеей и обещал привлечь к чтению лекций преподавателей Московского университета. Он же составил для рабочих проект устава нового общества.
В 1901 году в помещении Исторического музея в Москве началось чтение лекций для рабочих. В чтении приняли участие профессора И. Х. Озеров, В. Э. Ден, А. Э. Вормс, А. А. Мануйлов, В. И. Анофриев, Н. Ф. Езерский и другие. Лекции вызывали у рабочих огромный интерес. По воскресеньям Общество устраивало собрания в Историческом музее, а по будням происходили местные собрания в чайных в разных районах Москвы. С ростом численности Общества возникла необходимость в создании руководящего органа. В сентябре 1901 года по инициативе Зубатова был создан «Совет рабочих механического производства», осуществлявший руководство и контроль за деятельностью собраний. Зубатов провёл в состав Совета свою агентуру, что позволяло ему держать под контролем все события в рабочем мире Москвы. Совет также принимал жалобы от рабочих и выступал в их защиту в случаях притеснений со стороны фабрикантов. В таких случаях московская администрация в лице Зубатова и Трепова оказывала Совету поддержку и производила на фабрикантов давление. В феврале 1902 года Общество организовало забастовку на Шёлковой мануфактуре и в течение месяца выдерживало противостояние с фабрикантами.
19 февраля 1902 года Зубатов вывел на улицы Москвы рабочих своего общества. С иконами и хоругвями под пение «Боже, царя храни» по центру города прошли около 50 тыс. человек. Подобного количества рабочих к тому времени не могли собрать ни революционное подполье, ни либеральная оппозиция.
Успехи Общества в отстаивании интересов рабочих создали ему в Москве огромную популярность, а его лидеры стали приобретать легендарные черты. Деятельность зубатовского Общества полностью парализовала в Москве социал-демократическую пропаганду. По признанию советских историков, в годы его расцвета социал-демократическая пропаганда в Москве стала невозможной.

### Еврейская независимая рабочая партия

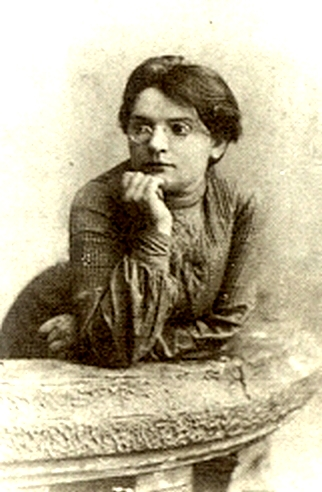
Мария Вильбушевич

В 1898 году Московским охранным отделением были произведены массовые аресты в Северо-Западном крае. В руках Зубатова оказались представители новой социал-демократической организации — еврейского Бунда. Во время допросов Зубатов был поражён упорством и несговорчивостью арестованных и большим размахом, которое приобрело новое движение. Это заставило его обратить на бундовское движение особое внимание. В 1900 году в Минске была произведена очередная серия арестов, причём на этот раз в руки полиции попала в основном «зелёная» молодёжь. Взяв за основу московский опыт, Зубатов стал переубеждать арестованных, объясняя им разницу между рабочим и революционным движением и доказывая преимущества первого и вред последнего. Проповедь Зубатова имела успех. Многие из арестованных были переубеждены и отпущены на свободу. Вернувшись в Минск, перевербованные бундовцы повели контр-пропаганду в бундовской среде, что привело к расколу внутри партии. Руководство Бунда отреагировало на события прокламацией, в которой каждый примкнувший к новому движению объявлялся «провокатором». Тогда сторонники Зубатова вышли из Бунда и объявили о создании своей собственной организации. В июле 1901 года в Минске была основана Еврейская независимая рабочая партия (ЕНРП). Во главе новой партии встали М. В. Вильбушевич, Г. И. Шаевич, Ю. Волин, И. Гольдберг, А. Чемерисский и другие. Зубатов тайно руководил политикой партии путём личной переписки.
Успеху новой партии способствовала поддержка, оказанная начальником Губернского жандармского управления Минска полковником Н. В. Васильевым. Взяв за образец деятельность Зубатова в Москве, Васильев стал регулировать конфликты между хозяевами и рабочими с выгодой для последних. Это привлекло на сторону ЕНРП массы минских рабочих и ремесленников. Рабочие получили возможность собираться и обсуждать свои нужды, для них устраивались публичные лекции и литературные вечера. В Минске и других городах стали создаваться рабочие союзы (ферейны) и рабочие советы, отстаивавшие нужды рабочих. Лидеры ЕНРП поставили типографию и наладили выпуск листовок, в которых излагали принципы мирного рабочего движения и критиковали революционные методы Бунда. В короткое время на стороне независимцев оказалось несколько тысяч минских рабочих, а их влияние распространилось на многие города — Вильно, Гродно, Бобруйск, Екатеринослав и другие. Влиянию Бунда был нанесён серьёзный удар. Бунд объявил независимцам войну и боролся с ними всеми доступными методами.
В 1902 году независимцы Ю. Волин и М. Коган отправились в Одессу, где им удалось привлечь на свою сторону массы еврейских и русских рабочих. В Одессе была основана особая «Независимая рабочая группа г. Одессы», имевшая интернациональный характер. Пропаганда «Независимой рабочей группы» распространилась на Херсон, Николаев и Елисаветград. Со временем предполагалось преобразовать её в «Независимую рабочую партию». Однако успешная деятельность независимцев была внезапно прервана в 1903 году, когда министр внутренних дел В. К. Плеве, недовольный начинаниями Зубатова, потребовал от него «всё это» прекратить.

### Зубатовское общество в Петербурге

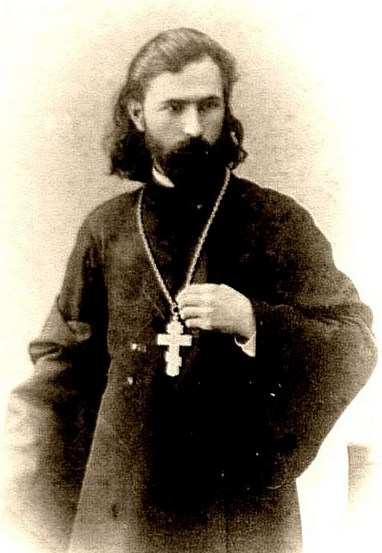
Георгий Гапон

В октябре 1902 года Зубатов был переведён в Петербург и назначен заведующим Особого отдела Департамента полиции. Сразу по прибытии в Петербург он взялся за постановку в городе легального рабочего движения. План Зубатова предполагал создание рабочих организаций во всех крупных городах России, и первым на очереди был Петербург. Для постановки дела из Москвы были привезены лидеры московского зубатовского Общества. 10 ноября 1902 года в трактире «Выборг» на Финляндском проспекте состоялось первое собрание рабочих, а 13 ноября группа рабочих подала на имя градоначальника ходатайство о разрешении основать рабочее общество. В инициативную группу вошли рабочие И. С. Соколов, В. И. Пикунов, С. А. Горшков, С. Е. Устюжанин, Д. В. Старожилов и С. В. Кладовников. Рабочие арендовали себе помещение в чайной «Общества трезвости», и с середины ноября начались регулярные собрания. На собраниях обсуждались рабочие нужды и выступали прибывшие из Москвы зубатовцы. Был составлен проект устава новой организации по образцу московского, и она получила название «Общества взаимопомощи рабочих механического производства г. Санкт-Петербурга». Зубатов лично познакомился с основателями Общества и объяснил им смысл легального движения и необходимость борьбы с влиянием революционных партий. Для контроля над Обществом в состав его руководства был введён привезённый из Москвы рабочий И. С. Соколов.
Первое время деятельность Общества шла успешно, и оно привлекло к себе большой интерес. Рабочие массами посещали собрания Общества и записывались в его члены. Однако вскоре Общество встретило противодействие со стороны социал-демократов. К 1902 году социал-демократы осознали опасность, исходящую от зубатовского движения, и в борьбе с ним пустили в ход все средства. В рабочей среде был распущен слух, что зубатовские общества суть не что иное, как полицейская «ловушка», предназначенная для вылавливания лиц, недовольных существующим строем. Рабочие, сотрудничающие с Зубатовым, объявлялись «провокаторами», а само зубатовское движение получило определение «провокации». Пропаганда социал-демократов имела действие, и массы рабочих отшатнулись от нового Общества. Из-за распущенных слухов зубатовским рабочим не удалось набрать профессоров для чтения лекций. В своих газетах социал-демократы предупреждали, что всякий профессор, который согласится читать им лекции, будет пригвождён к позорному столбу. В этих условиях Зубатову не оставалось ничего иного, как обратиться за содействием к духовной интеллигенции. Для чтения лекций рабочим были приглашены протоиерей Философ Орнатский и молодой священник Георгий Гапон.
Со священником Гапоном Зубатов познакомился в конце 1902 года по инициативе петербургской администрации. Побеседовав с ним, Зубатов убедился, что в вопросах политики и рабочего движения тот ещё «сырой человек», и сдал его на попечение своему помощнику И. С. Соколову. Первое время Гапон только посещал рабочие собрания и изучал литературу, которой снабжал его Зубатов. Однако вскоре он выдвинулся на первое место и приобрёл на рабочих большое влияние. Летом 1903 года Гапон уже читал рабочим лекции по истории революционного движения, и Зубатов возлагал на него большие надежды. «Батя у нас молодец, — говорил Зубатов своему коллеге. — У него энергии хоть отбавляй. Делом он увлечён, и пользу может принести большую». По воспоминаниям рабочего Н. М. Варнашёва, Зубатов предлагал Гапону возглавить рабочее Общество, но тот отказывался, говоря, что оно слишком тесно связано с полицией. Гапон предлагал переустроить общество по образцу английских тред-юнионов, где всё дело ведётся самими рабочими. Зубатов считал этот взгляд «опасной ересью», а аргументы Гапона называл софизмами. В августе 1903 года, после отставки Зубатова, Гапон взял всё дело в свои руки, составил для общества новый устав и повёл рабочих по иному пути.

## Сущность зубатовщины
Противники Зубатова окрестили его систему «полицейским социализмом», рассчитывая дискредитировать её в глазах властей. Сам Зубатов считал такое определение бессмыслицей и в своей статье о «зубатовщине» писал:
«Наименование ее „полицейским социализмом“ лишено всякого смысла. С социализмом она боролась, защищая принципы частной собственности в экономической жизни страны, и экономической ее программой был прогрессирующий капитализм, осуществляющийся в формах все более культурных и демократических (почему-то кажущихся нашим российским капиталистам „антикапиталистическими“). Полицейские меры, как чисто внешние, опять-таки ее не занимали, ибо она искала такой почвы для решения вопроса, где бы все умиротворялось само собой, без внешнего принуждения».
Принципы легального рабочего движения в изложении Зубатова:
- Замена революционного учения эволюционным, а следовательно, отрицание, в противоположность революционерам, всех форм и видов насилия.
- Проповедь преимущества самодержавной формы правления в области социальных отношений, как формы, по внеклассности своей, заключающей в себе начало третейское, а следовательно, враждебной насильственным приёмам и склонной к справедливости.
- Разъяснение разницы между революционным рабочим движением, исходящим из социалистических начал, и профессиональным, покоящимся на принципах капиталистического строя: первое занято реформою всех классов общества, а второе — своими непосредственными интересами.
- Твёрдое уяснение того положения, что границы самодеятельности оканчиваются там, где начинаются права власти: переход за эту черту был признан недопустимым своеволием, — всё должно направляться к власти и через власть[18].

## В культуре
Организациям зубатовского образца отводится значительное место в романе Пикуля «На задворках Великой империи».